# Ромфастиан
Бумбо Ромфастиан — горячий алкогольный напиток, изготовлявшийся из джина, пива и шерри, смешанных с сырыми яйцами, корицей, сахаром и мускатным орехом.
Получил распространение в странах, омываемых Карибским морем. Наряду с коньяком считался престижным напитком на пиратских кораблях в течение золотой эры пиратов Вест-Индии в XVII—XVIII веках .
Старинный напиток, которым угощали только на самых «удачных» пиратских кораблях. В свое время этим напитком грелись английские спортсмены. Этот рецепт датируется 1862 годом.

## Ингредиенты
- 12 куриных яиц
- 1 л эля или крепкого пива
- 0,5 л джина
- 0,7 л хереса
- 1 палочка корицы
- 1 тертый мускатный орех
- 12 ст. л. сахара с горкой
- 1 лимон

## Рецепт
Отделить желтки и хорошо их взбить. Добавить их к литру эля и туда же влить пол литра джина. Бутылку хереса перелить в небольшую кастрюльку, добавить корицу, мускатный орех, цедру одного лимона и 10-12 столовых ложек сахара (можно заменит большими кусками тростникового в таком же количестве). Вино вскипятить и перелить к джину и пиву. Пить горячим.